# Majasaari (ö i Norra Karelen, Mellersta Karelen, lat 62,31, long 29,52)
Majasaari är en ö i Finland.   Den ligger i kommunen Rääkkylä i den ekonomiska regionen  Mellersta Karelens ekonomiska region  och landskapet Norra Karelen, i den sydöstra delen av landet, 300 km nordost om huvudstaden Helsingfors.